# Jüdischer Friedhof Uerdingen
Der Jüdische Friedhof Uerdingen liegt in der kreisfreien Stadt Krefeld in Nordrhein-Westfalen.
Auf dem jüdischen Friedhof im Krefelder Stadtteil Uerdingen – ehemals im Dreieck zwischen alter Friedhofsstraße und Duisburger Straße, heute befindet sich dort das Areal der Bayer AG – sind keine Grabsteine mehr vorhanden.

## Geschichte
Der Friedhof wurde von vor 1843 bis zum Jahr 1942 belegt. Das Friedhofsgelände wurde 1942 von der Bayer AG erworben und zu einem unbestimmten Zeitpunkt abgeräumt und überbaut.